# 尖尾新脊介
尖尾新脊介（学名：Neonesidea posteroacuta）为土菱介科新脊介屬下的一个种。